# Walter Morgan Wolff
Walter Morgan Wolff of Woulphe († na 1604) was een Welshe soldaat die vanaf 1572 in staatse dienst vocht in de Tachtigjarige Oorlog. Hij liet een geïllustreerd kroniekje en verschillende kaarten na.

## Leven
Morgan was een Welshe soldaat met protestantse sympathieën. Hij was onder de eerste lichting van driehonderd Britse huurlingen die werden geworven door Nederlandse ballingen om de opstandelingen te helpen. In juni 1572 ontscheepte hij onder kolonel Thomas Morgan – mogelijk een verwant – in Vlissingen. Hij had de rang van kapitein. Tijdens het verdedigen van de Engelse schansen bij Zoutelande werd hij in augustus getroffen door een musketkogel. Op 11 september was hij voldoende hersteld om deel te nemen aan het Beleg van Goes, dat mislukte. Het volgende jaar vocht hij onder de Fransman Poyet tijdens het Beleg van Middelburg.
Door het uitblijven van soldij keerde het regiment in januari 1574 terug naar Engeland. Daar werkte Morgan aan een geïllustreerd kroniekje voor Lord Burghley. De kaarten, die lang origineel werden geacht, nam hij over van een reeks die hij wellicht in Antwerpen kocht van Arnout Nicolai. Behalve met schrijven hield hij zich ook bezig met het voorbereiden van een nieuwe expeditie naar de Nederlanden. Volgens een Spaanse spion beschikte hij op 16 april over 1000 crowns voor de werving van vijfhonderd soldaten. 
Tegen 1 juni moet hij weer in de Nederlanden zijn geweest. Hij is niet gesneuveld – zoals lang werd afgeleid uit de lege pagina's in zijn kroniekboekje –, want ook later is nog werk van hem bekend. In 1588 maakte hij kaarten van de versterkte steden Vlissingen en Bergen op Zoom, en in 1604 maakt hij een groot plan van het Beleg van Oostende.

## Handschriften
- Oxford, All Souls College, ms. 129 (kroniekje 1572-1574)
- Londen, British Library, Cotton mss. Aug. I.ii.107, 115 (Vlissingen en Bergen op Zoom, 1588)

## Uitgaven
- W. Morgan, The Expedition in Holland, 1572-1574. From the Manuscript of –, ed. D.N. Caldecott-Baird, Londen, 1976
- Huurling in de Lage Landen, 1572-1574. Een episode uit de Tachtigjarige oorlog, vert. Vivian Voss, 1977. ISBN 9789022839997
Laagkwalitatieve Nederlandse vertaling van de uitgave van Caldecott-Baird.[1]

## Voetnoten
1. ↑  S. Groenveld, "Een tijdgenoot over de Nederlandse opstand, 1572-1574" in: Tijdschrift voor Geschiedenis, XCII, 1979, p. 99-100